# Стратос Апостолакіс
Стратос Апостолакіс (грец. Στράτος Αποστολάκης; нар. 17 травня 1964, Агрініо) — грецький футболіст, що грав на позиції захисника.
Виступав за клуби «Панетолікос», «Олімпіакос» та «Панатінаїкос», а також національну збірну Греції.

## Клубна кар'єра
У дорослому футболі дебютував 1981 року виступами за команду клубу «Панетолікос», в якій провів чотири сезони, взявши участь у 106 матчах чемпіонату. Більшість часу, проведеного у складі «Панетолікоса», був основним гравцем захисту команди.
Своєю грою за цю команду привернув увагу представників тренерського штабу клубу «Олімпіакос», до складу якого приєднався 1985 року. Відіграв за клуб з Пірея наступні три сезони своєї ігрової кар'єри. Граючи у складі «Олімпіакоса» також здебільшого виходив на поле в основному складі команди.
1988 року перейшов до «Панатінаїкоса». Перехід одного з лідерів «Олімпіакоса» до стану непримиримих конкурентів спричинив масштабний скандал, через який навіть було скасовано розіграш Суперкубка Греції 1990 року із побоювань масових заворушень на трибунах. Відіграв за «Панатінаїкос»10 сезонів, протягом яких також був стабільним гравцем «основи». Завершив професійну кар'єру футболіста виступами за команду «Панатінаїкос» у 1998 році.

## Виступи за збірну
1984 року дебютував в офіційних матчах у складі національної збірної Греції. Протягом кар'єри у національній команді, яка тривала 14 років, провів у формі головної команди країни 96 матчів, забивши 5 голів.
У складі збірної був учасником чемпіонату світу 1994 року у США.

## Досягнення
- Володар Кубка Греції (5):

«Панатінаїкос»: 1988–89, 1990–91, 1992–93, 1993–94, 1994–95
- Чемпіон Греції (5):

«Олімпіакос»: 1986–87
«Панатінаїкос»: 1989–90, 1990–91, 1994–95, 1995–96
- Володар Суперкубка Греції (4):

«Олімпіакос»: 1987
«Панатінаїкос»: 1988, 1993, 1994